# تشاك بويد
تشاك بويد (بالإنجليزية: Chuck Boyd)‏ هو مصور أمريكي، ولد في 1942، وتوفي في 1991.

## روابط خارجية
- تشاك بويد على موقع IMDb (الإنجليزية)